# Lionel Barrymore
Lionel Barrymore (28. dubna 1878 Filadelfie USA – 15. listopadu 1954 Van Nuys USA) byl americký herec a režisér. Roku 1931 získal Oscara za mužský herecký výkon v hlavní roli ve filmu A Free Soul. Již roku 1929 byl na Oscara nominován za režii snímku Madame X. V USA si získal velkou popularitu též díky roli Henryho Pottera v americké vánoční klasice Život je krásný. Podporoval Republikánskou stranu. Jde o člena známé divadelní rodiny, do níž patří i herečka Drew Barrymoreová (vnučka jeho bratra - praneteř).